# Teoría de la dominancia social
La teoría de la dominancia social (SDT por sus siglas en inglés: social dominance theory) es una teoría de la psicología social acerca de las relaciones intergrupales, que examina las características estables de aquellas jerarquías sociales basadas en la pertenencia a un grupo y cómo estas jerarquías se preservan y perpetúan a sí mismas. Según dicha teoría, las desigualdades motivadas por la pertenencia a un grupo se mantienen por medio de tres mecanismos primordiales: discriminación institucional, discriminación individual agregada y asimetría de comportamiento. La teoría propone que son las ideologías culturales ampliamente compartidas (los denominados mitos legitimadores) las que proporcionan una justificación moral e intelectual para estas conductas intergrupales, dado que contribuyen a normalizar los privilegios. Con el fin de recopilar datos y validar predicciones, se diseñó la escala de orientación hacia la dominancia social (SDO), que mide la aceptación y el deseo hacia las jerarquías según el grupo social de pertenencia. Dicha escala se elaboró a partir de dos factores: apoyo a la dominancia basada en el grupo y oposición generalizada a la igualdad, independientemente de la posición que ocupe el intragrupo en la estructura de poder.
La teoría de la dominancia social fue propuesta en 1992 por los investigadores en psicología social Jim Sidanius, Erik Devereux y Felicia Pratto. Afirma que los grupos humanos están conformados por jerarquías diferenciadas según la pertenencia a un grupo social determinado, las cuales viven en sociedades capaces de producir un excedente económico. Estas jerarquías poseen una estructura trimórfica (tres elementos), según una caracterización simplificada de la estructura biosocial en cuatro partes identificada por Pierre L. van den Berghe (1978). De este modo, las jerarquías se basan en: la edad (los adultos detentan más poder y estatus que los niños), el género (los hombres detentan más poder y estatus que las mujeres) y otras características arbitrarias que se dan en jerarquías grupales definidas culturalmente y que no necesariamente existirían en todas las sociedades, tales como el origen étnico (ejemplos: Estados Unidos, Bosnia, Ruanda), la religión (islam suní frente al chií), la nacionalidad o cualquier otra categoría construida socialmente. Las jerarquías sociales no son consideradas únicamente como características universales del ser humano: la SDT sostiene que hay evidencias de su presencia —incluida la mencionada estructura trimórfica— en homínidos y otros primates.

## Jerarquía grupal
La teoría de la dominancia social (SDT) sostiene que toda sociedad humana forma jerarquías en función de la pertenencia a un grupo. Es en el seno de dicha jerarquía social donde algunos individuos reciben un mayor prestigio, poder o riqueza que otros. La jerarquía en función del grupo se distingue de la jerarquía individual en que la primera está fundamentada en la pertenencia o no a un grupo construido socialmente —según la raza, etnia, religión, clase social, idioma, etc.—, mientras que la segunda se basa en capacidades atléticas o de liderazgo, inteligencia, habilidades artísticas, etc.
Un supuesto básico de la SDT es que el racismo, el sexismo, el nacionalismo y el clasismo representan todos ellos diversas manifestaciones de una misma predisposición humana para formar jerarquías basadas en la pertenencia a un grupo social. Los niveles sociales, descritos por las diversas teorías sobre la estratificación, se organizan a través de jerarquías debido a la acción de fuerzas que ofrecerían un mayor valor de supervivencia al individuo, según el paradigma explicativo de la psicología evolucionista. Las jerarquías humanas parecen estar conformadas por un grupo hegemónico situado en la cima y por diversos grupos de referencia opuestos en la base. Se espera que los roles sociales que detentan más poder sean ocupados cada vez con una mayor probabilidad por miembros del grupo hegemónico (por ejemplo, un hombre blanco adulto). Los machos son más dominantes que las hembras, y acumulan más poder político y un estatus más alto, corroborando la ley de hierro de la androcracia. A medida que un rol social va acumulando más poder, es aplicable la ley de desproporción creciente de Putnam y, por consiguiente, se incrementa la probabilidad de que dicho rol sea desempeñado por un miembro del grupo hegemónico.
La SDT aporta nuevos elementos teóricos que permitan abordar una síntesis integral explicativa de los tres mecanismos de opresión que ejerce la jerarquía grupal, regulados a su vez mediante los mitos legitimadores:
- Discriminación individual agregada (discriminación ordinaria)
- Discriminación institucional agregada (ejercida por las instituciones gubernamentales y de negocios)
  - Terrorismo de Estado (violencia policial, escuadrones de la muerte...)
- Asimetría conductual[22]
  - Favoritismo exogrupal sistemático-de respeto (las minorías favorecen a los miembros del grupo dominante)
  - Sesgo endogrupal asimétrico (a medida que se incrementa el estatus, decrece el favoritismo endogrupal)
  - Autoperjuicio (autocategorizarse como alguien inferior se transforma en una profecía autocumplida)
  - Asimetría ideológica (a medida que se incrementa el estatus, hacen lo propio las creencias que legitiman o favorecen a la jerarquía social vigente)

A pesar de que la naturaleza de dichas desigualdades y diferencias jerárquicas difiere entre culturas y sociedades, se ha comprobado empíricamente la existencia de puntos en común significativos gracias a la aplicación de la escala de orientación hacia la dominancia social (SDO). A través de múltiples estudios entre países, la escala SDO ha mostrado una fuerte correlación con diversos prejuicios grupales (como el sexismo, la discriminación por orientación sexual, el racismo o el nacionalismo) y políticas favorecedoras de la jerarquía.

## La teoría de los mitos legitimadores
La SDT considera que las decisiones y conductas, tanto de los individuos como de los grupos, pueden entenderse mejor si se examinan los «mitos» que los guían y motivan. Mitos legitimadores son todos aquellos valores, actitudes, creencias, estereotipos, teorías conspirativas e ideologías culturales adoptados por consenso. Podrían citarse como ejemplos los derechos inalienables del hombre, el derecho divino de los reyes, la ética protestante del trabajo o los distintos mitos nacionales. En las sociedades actuales estos mitos o narrativas legitimadores son comunicados a través de plataformas como las redes sociales, los programas televisivos o las películas, y para su investigación se utiliza un abanico de métodos que incluye el análisis de contenidos, la semiología, el análisis del discurso y el psicoanálisis, entre otros. La distinta profundidad de las narrativas varía desde las ideologías aceptadas al más alto nivel hasta los mitos personales intermedios (pensamientos positivos acerca de uno mismo, bien como individuo dominante de éxito o como subordinado sumiso), llegando al nivel más bajo en aquellos guiones o esquemas de comportamiento para afrontar determinadas situaciones sociales de dominación-sumisión. Algunas categorías de mitos serían:
- los mitos paternalistas (los miembros de la hegemonía dominante sirven a la siciedad y cuidan de todas aquellas minorías poco capacitadas)
- mitos recíprocos (comprenden todas aquellas alusiones acerca de la efectiva igualdad entre los grupos dominantes y sus correspondientes exogrupos)
- mitos sagrados (el karma o el derecho divino de los reyes, presentados como mandatos sancionados por una religión con el fin de dominar a los demás)[29]

Para regular los tres mecanismos de opresión jerárquica grupal mencionados más arriba, se emplean dos tipos funcionales de mitos legitimadores: incrementadores de jerarquía y atenuadores de jerarquía. Las ideologías que refuerzan la jerarquía (por ejemplo, el racismo o la meritocracia) contribuyen a incrementar los niveles de desigualdad entre grupos. Felicia Pratto presentó la meritocracia como ejemplo de mito legitimador, y cómo el mito de la meritocracia solo conduce a una justicia ilusoria. Las ideologías atenuadoras de jerarquía —tales como los derechos fundamentales, el universalismo, el igualitarismo, el feminismo o el multiculturalismo— aportan mayores cotas de igualdad intergrupal. La gente da su asentimiento a cada una de las diversas ideologías basándose, en parte, en su inclinación psicológica (medida según la escala SDO) a aceptar o rechazar las relaciones grupales desiguales. Aquellas personas que obtienen puntuaciones más altas en la escala SDO tienden a aceptar las ideologías incrementadoras de jerarquía, mientras que aquellas que puntúan más bajo tienden a aprobar las ideologías atenuadoras de jerarquía. Finalmente, la SDT concluye que la compensación relativa entre las fuerzas sociales incrementadoras y atenuadoras de jerarquía tiende a estabilizar la desigualdad entre grupos.

## Interacciones con la teoría de la personalidad autoritaria
La teoría de la personalidad autoritaria cuenta con un instrumento de medición conocido como escala RWA, que predice de forma consistente toda una serie de conductas sociopolíticas a nivel grupal —similares a las evaluadas por la escala SDO respecto al prejuicio y el etnocentrismo, a pesar de que dichas escalas son sustancialmente independientes una de otra. La investigación llevada a cabo por Bob Altemeyer y otros ha revelado que ambas escalas correlacionan, de maneras diferentes, cuando se estudian determinadas características presentes en los niveles individuales y otros fenómenos sociales. Por ejemplo, los individuos que puntúan alto en SDO no son especialmente religiosos, pero los que puntúan alto en RWA normalmente sí lo son; los altos en SDO no afirman ser benevolentes pero los altos en RWA generalmente sí. Altemeyer ha supuesto que ambas son medidas de la personalidad autoritaria, pero que SDO mide las personalidades autoritarias dominantes mientras que RWA hace lo propio respecto a las variantes sumisas. Otros investigadores creen que el debate relativo a las teorías sobre relaciones intergrupales ya no versa sobre cuál teoría puede englobar a todas las demás o explicar mejor todas las formas de discriminación. Por contra, el debate se habría desplazado hacia la posibilidad de llegar a explicaciones pluralistas, por las que los investigadores necesitan determinar qué teoría o combinación de teorías resulta apropiada en función de las condiciones presentes.
La relación entre las dos teorías ha sido estudiada por Altemeyer e investigadores como John Duckitt, quienes han sacado el mayor partido al hecho de emplear las escalas RWA y SDO en tándem. Duckitt propone un modelo según el cual RWA y SDO afectan a las actitudes endogrupales y exogrupales según dos dimensiones distintas: RWA evalúa las amenazas sobre las normas y valores, por lo que puntuaciones altas en RWA predicen de modo consistente la presencia de opiniones negativas sobre los traficantes de drogas o las estrellas del rock, mientras que las puntuaciones altas en SDO no. Dicho modelo señala que los individuos con SDO alta son sensibles a la competencia por el estatus social con aquellos grupos a los que identifican como socialmente subordinados (desempleados, amas de casa, discapacitados...), y los valoran negativamente, mientras que los individuos RWA no muestran esa correlación. El estudio de Duckitt mostró que las medidas de RWA y SDO pueden ir incrementando su correlación con la edad, y sugiere la hipótesis de que las perspectivas se adquieren de forma independiente durante la etapa de socialización, y con el tiempo van convergiendo a medida que los sujetos interactúan unos con otros. Se especula con que una socialización carente de afecto podría ser la causa de que los individuos altos en SDO presenten actitudes inflexibles. Duckitt piensa que esta dimensión de respuesta competitiva, sostenida en la creencia de que el mundo funciona según un patrón de supervivencia del más apto, está respaldada por múltiples estudios. Asimismo, predice que la elevada correlación que se da entre las visiones del mundo como peligroso y competitivo proviene de formas de crianza que presentan covarianza de las dimensiones relativas al castigo y la falta de cariño.
El modelo sugiere que los diversos puntos de vista se refuerzan mutuamente entre ellos.[cita requerida] Duckitt examinó la complejidad de la interacción entre RWA, SDO y diversas creencias y conductas de tipo ideológico/prejuicioso. Por ejemplo:
- Las creencias SDO son activadas por eventos competitivos y desigualdades intergrupales relacionados con el estatus y el poder[38]
- La potencia del RWA como predictor del prejuicio se incrementa cuando el exogrupo resulta amenazante[41]
- La SDO va asociada a un mayor sesgo endogrupal cuando el estatus del grupo es inestable en comparación con cuando el estatus grupal permanece estable
- La simpatía hacia un exogrupo se predice mejor cuando este es parecido al endogrupo, mientras que el estatus y el adelanto tecnológico predicen el respeto hacia ese exogrupo

Duckitt también indicó que el modelo podría explicar tanto las ideologías antiautoritarias-libertarias como las igualitarias-altruistas.
Otros investigadores interpretan RWA y SDO como variables esencialmente distintas. La gente con una puntuación alta en la escala RWA se asusta fácilmente y valora la seguridad, pero no tienen por qué ser fríos, crueles o seguros de sí mismos en la medida en que lo son quienes puntúan alto en la escala SDO. Altemeyer ha dirigido múltiples estudios que sugieren que la medida de SDO resulta más predictiva de las orientaciones racistas que la medida de RWA, y, mientras los resultados procedentes de las dos escalas correlacionan bien en determinados países (Bélgica y Alemania), su trabajo y el de McFarland y Adelson muestra muy poca correlación en otros (Estados Unidos y Canadá).

## Género y dominancia
Dado que las sociedades patriarcales se basan en el dominio ejercido por el varón con preferencia sobre la mujer, la SDT predice que, manteniéndose constantes el resto de factores, los hombres tienden a puntuar más alto en la escala SDO. Esta «hipótesis de la invarianza» determina que los varones tenderán a funcionar como defensores de la jerarquía; es decir, son más proclives a llevar a cabo actos discriminatorios, tales como abusos cometidos por agentes de policía o los casos extremos de los escuadrones de la muerte o los campos de concentración. Tal hipótesis viene avalada por la correlación constatada entre las puntuaciones en SDO y la preferencia por empleos como agente de policía o fiscal de lo penal en lugar de profesiones atenuadoras de jerarquía (trabajador social, activista por los derechos humanos o personal sanitario). La SDT también ha hallado que aquellos hombres que cometen acciones violentas habrían actuado predispuestos a ello a través de un condicionamiento conocido como aprendizaje preparado.

## Aportes desde las teorías de la élite: Marx y otros
La SDT recibió influencias desde las teorías de la élite presentadas por Karl Marx, Gaetano Mosca, Robert Michels y Vilfredo Pareto. Estos autores sostienen que las sociedades humanas están dirigidas por una reducida élite de personas, quienes racionalizan su poder a través de cualquier sistema de narrativas justificatorias y de ideologías. Marx describió la jerarquía opresora que los grupos hegemónicos mantienen con el fin de dominar a aquellos grupos de referencia ajenos; en los ejemplos que presentó, la burguesía (clase poseedora) dominaba al proletariado (clase trabajadora) mediante el control del capital (los medios de producción) y la retribución insuficiente a los trabajadores. Sin embargo, Marx creía que la clase trabajadora terminaría comprendiendo el modo de resolver dicha opresión y destruiría a la burguesía a partir de una revolución obrera. Friedrich Engels creía que la ideología y el discurso social eran utilizados para mantener alineados a los grupos dominantes con los subgrupos dominados. Engels denominó a este fenómeno «falsa conciencia», y las masas llegarían a curarse de ella (a través del racionalismo político) cuando fuesen capaces de evaluar su situación real. Desde la SDT se propone que las construcciones sociales que emplean las diversas ideologías y narrativas pueden ser utilizadas como una forma eficaz de justificación, independientemente de si epistemológicamente son verdaderas o falsas o de si contribuyen a legitimar las desigualdades o la igualdad. Desde una perspectiva marxista determinista, los conflictos raciales, étnicos y de género son epifenómenos que derivan, en última instancia, de un conflicto económico primario de clase. Al contrario que los sociólogos marxistas, la SDT así como Mosca, Michels y Pareto rechazan tal reduccionismo económico y se muestran escépticos respecto a la esperada revolución de clases. El análisis de Pareto concluyó con que un eventual "triunfo" de la lucha de clases únicamente daría paso a un nuevo sistema de élites socialmente dominantes. A partir del énfasis casi exclusivo que las teorías de la élite ponen sobre la manipulación que los actores racionales hacen de las estructuras sociales, la SDT sigue la línea trazada por Pareto y trata de examinar todas aquellas fuerzas psicológicas colectivas, asumiendo que la conducta humana no está guiada primordialmente ni por la razón ni por la lógica.

## Críticas
John C. Turner y Katherine J. Reynolds, de la Universidad Nacional Australiana, publicaron un comentario acerca de la SDT en el British Journal of Social Psychology, donde señalaron seis críticas fundamentales a la teoría basándose en la existencia de posibles inconsistencias internas: se oponían a que el impulso hacia la dominancia social tuviese una base evolucionista, cuestionaban los orígenes del conflicto social (mentalmente programado versus estructurado socialmente), ponían en duda el sentido y el papel del constructo SDO, falsaban el concepto de asimetría conductual, proponían alternativas a la hora de entender las actitudes hacia el poder (como la asimetría ideológica o el propio interés colectivo), y denunciaban el reduccionismo y el idealismo filosófico de la SDT. El artículo concluye que la teoría de la identidad social (SIT) posee un mayor poder explicativo que la SDT, y plantea el hecho de que la SDT ha sido falsada por dos estudios: Schmitt, Branscombe y Kappen (2003), y Wilson y Liu (2003).
Wilson y Liu plantearon que las actitudes intergrupales son las que siguen a la estructura social; y que las creencias culturales, teorías e ideologías se han ido desarrollando con el fin de racionalizar el lugar que el grupo ocupa en la estructura social y la naturaleza de sus relaciones con otros grupos. Desde este punto de vista, la SDO es el producto más bien que la causa de nuestra vida social. Cuestionaron asimismo la hipótesis de la invarianza y citaron para ello su propio test, que establecía «la fuerza de identificación de género» como moderadora de «la relación de orientación hacia la dominancia social de género», y señalaron que la identificación con el grupo estaba asociada con un aumento en la orientación hacia la dominancia en los hombres pero a su vez con un descenso de la orientación hacia la dominancia en las mujeres. Pratto, Sidanius y Levin negaron que hubiera evidencias de que las mediciones de SDO sean independientes del contexto identitario del sujeto, y añadieron que, metodológicamente, «no tendría ningún sentido comparar los niveles de SDO de integrantes femeninos de escuadrones de la muerte con los de trabajadores sociales masculinos; o, por no ser tan drásticos, comparar los niveles de SDO de aquellos hombres que se identifican con roles de género femeninos y los niveles de aquellas mujeres que se identifican con roles de género masculino». Aunque, como respuesta de los autores de la SDT, las hipotéticas predisposiciones evolutivas de un género hacia la SDO no implican necesariamente que no pueda hacerse nada respecto a las desigualdades de género o los patrones de dominación, y que la teoría proporciona enfoques originales que permiten atenuar aquellas predisposiciones así como sus manifestaciones sociales.

### Libros
- Altemeyer, Bob (1998). «The other "authoritarian personality"».  En Zanna, Mark P., ed. Advances in Experimental Psychology (en inglés) 30. Academic Press. ISBN 9780120152308.
- Duckitt, John (2000). «Culture, Personality and Prejudice».  En Renshon, Stanley; Duckitt, John, eds. Political Psychology: Cultural and Cross-cultural Foundations (en inglés). Palgrave Macmillan. ISBN 978-0-333-75104-6. doi:10.1057/9780230598744.
- Durkheim, Emile (1993) [1893]. The Division of Labour in Society (G. Simpson, trad.) (en inglés). Nueva York: MacMillan.
- Gramsci, Antonio (1971). Selections from the Prison Notebooks of Antonio Gramsci (Geoffrey Nowell-Smith, trad.) (en inglés). International Publishers. ISBN 9780717803972.
- Johnson, Walton (1994). «Ideological dominance». Dismantling apartheid: A South African town in transition (en inglés). Cornell University Press. p. 156. ISBN 9781501721830. «There are myths of origin, myths of European and African culture, and myth embodied in popular stereotypes.»
- Moscovici, Serge (1984). «The Phenomenon of Social Representations».  En Farr, R. M., ed. Social Representations- European studies in social psychology (en inglés). Cambridge University Press. pp. 3-69. ISBN 9782735100668.
- Putnam, Robert D. (1976). The Comparative Study of Political Elites (en inglés). New Jersey: Prentice Hall. p. 33. ISBN 0-13-154195-1.
- Sanday, Peggy (1981). Female Power and Male Dominance: On the Origins of Sexual Inequality (en inglés). Cambridge University Press. p. 295. ISBN 9780521280754.
- Sidanius, Jim; Pratto, Felicia (1999). Social Dominance: An Intergroup Theory of Social Hierarchy and Oppression (en inglés). Cambridge: Cambridge University Press. ISBN 978-0-521-62290-5.
- Sidanius, Jim; Pratto, Felicia (2004). «Social Dominance Theory: A New Synthesis».  En Jost, John T., ed. Political Psychology: Key Readings in Political Psychology (en inglés). Psychology Press. ISBN 9781841690698. doi:10.4324/9780203505984.
- van Dijk, Teun (1989). Communicating Racism: Ethnic Prejudice in Thought and Talk (en inglés). Newbury Park, California: Sage. p. 437. ISBN 9780803936270.

### Artículos
- Golec de Zavala, Agnieszka; Cichocka, Aleksandra; Eidelson, Roy; Jayawickreme, Nuwan (2009). «Collective Narcissism and Its Social Consequences». Journal of Personality and Social Psychology (en inglés) 97 (6): 1074-96. PMID 19968420. doi:10.1037/a0016904. Archivado desde el original el 24 de marzo de 2018. Consultado el 25 de septiembre de 2020.
- Duckitt, John; Sibley, Chris (1 de marzo de 2007). «Right Wing authoritarianism, social dominance orientation and the dimensions of generalized prejudice». European Journal of Personality (en inglés) (Wiley InterScience) 21 (2): 113-130. S2CID 146128801. doi:10.1002/per.614.
- Duckitt, John; Sibley, Chris (4 de abril de 2010). «Right-Wing Authoritarianism and Social Dominance Orientation differentially moderate intergroup effects on prejudice». European Journal of Personality (en inglés) (Wiley Online Library) 24 (7): 583-601. S2CID 144931495. doi:10.1002/per.772.
- Imhoff, Roland; Bruder, Martin (2014). «Speaking (Un‐)Truth to Power: Conspiracy Mentality as a Generalised Political Attitude». European Journal of Personality (en inglés) 28 (28): 25-43. S2CID 145583638. doi:10.1002/per.1930.
- Lewis, Rebecca J. (Junio 2002). «Beyond Dominance: The Importance of Leverage». The Quarterly Review of Biology (en inglés) 77 (2): 149-64. JSTOR 343899. PMID 12089769. S2CID 20747279. doi:10.1086/343899.
- McFarland, Sam; Adelson, Sherman (Julio 1996). «An omnibus study of personality, values, and prejudice». 19th Annual Scientific Meeting of the International Society of Political Psychology Vancouver, British Columbia, Canada (en inglés).
- Ohman, Arne; Mineka, Susan (2001). «Fears, Phobias, and Preparedness: Toward an Evolved Module of Fear and Fear Learning». Psychological Review (en inglés) 108 (3): 483-522. PMID 11488376. doi:10.1037/0033-295X.108.3.483. Consultado el 12 de febrero de 2017.
- Pratto, Felicia; Sidanius, James; Stallworth, Lisa; Malle, Bertram (1994). «Social Dominance Orientation: A Personality Variable Predicting Social and Political Attitudes». Journal of Personality and Social Psychology 67 (4): 741-763. doi:10.1037/0022-3514.67.4.741. Consultado el 29 de julio de 2018 – vía Harvard University DASH repository.
- Pratto, Felicia; Stallworth, Lisa M.; Sidanius, Jim; Siers, Bret (1997). «The gender gap in occupational role attainment: A social dominance approach». Journal of Personality and Social Psychology (en inglés) 72 (1): 37-53. PMID 9008373. doi:10.1037/0022-3514.72.1.37.
- Pratto, F.; Sidanius, J.; Levin, S. (2006). «Social dominance theory and the dynamics of intergroup relations: Taking stock and looking forward». European Review of Social Psychology (en inglés) 17 (1): 271-320. S2CID 15052639. doi:10.1080/10463280601055772.
- Pratto, Felicia; Stewart, Andrew L. (19 de marzo de 2012). «Group Dominance and the Half-Blindness of Privilege». Journal of Social Issues (en inglés) 68 (1): 28-45. doi:10.1111/j.1540-4560.2011.01734.x.
- Rubin, Mark; Hewstone, Miles (2004). «Social Identity, System Justification, and Social Dominance: Commentary on Reicher, Jost et al., and Sidanius et al.». Political Psychology 25 (6): 823-44. doi:10.1111/j.1467-9221.2004.00400.x. hdl:1959.13/27347.
- Susemihl, Geneviève (2013). «What myths are communicated in literature and through media, Internet and blogs».  En Last, David, ed. Eliciting Hierarchy-Enhancing Legitimizing Myths (en inglés). Centre for Security, Armed Forces and Society,Royal Military College of Canada. p. 133. Consultado el 3 de octubre de 2020.
- Sidanius, Jim; Pratto, Felicia; Devereux, Erik (1992). «A Comparison of Symbolic Racism Theory and Social Dominance Theory as Explanations for Racial Policy Attitudes». The Journal of Social Psychology (en inglés) 132 (3): 377-395. doi:10.1080/00224545.1992.9924713.
- Turner, John C.; Reynolds, Katherine J. (2003). «Why Social Dominance Theory Has Been Falsified». British Journal of Social Psychology (en inglés) 42 (2): 199-206. PMID 12869242. doi:10.1348/014466603322127184.
- Wilson, Marc S.; Liu, James H. (2003). «Social dominance orientation and gender: The moderating role of gender identity». British Journal of Social Psychology (en inglés) 42 (2): 187-198. PMID 12869241. doi:10.1348/014466603322127175.

- Datos: Q7551068